# 108 Mile Ranch
108 Mile Ranch est une communauté canadienne de la Colombie-Britannique située dans le district régional de Cariboo.